# Sukhoj Su-27
Sukhoj Su-27 (russisk: Сухой Су-27) (NATO-rapporteringsnavn: Flanker) er et to-motoret jagerfly med avanceret flyveteknik udviklet af den russiske flyfabrikant Sukhoj. Flyet blev udviklet i Sovjetunionen som et direkte modsvar til de store amerikanske fjerde-generations jagerfly og har en rækkevidde på 3.530 km, kraftig bevæbning, sofistikeret flyudstyr og høj grad af manøvredygtighed. Su-27's primære rolle er som jagerfly til sikring af luftherredømme, men senere varianter kan udføre næsten alle kampopgaver. Su-27 komplementerer den mindre MiG-29 og har samme funktion som det amerikanske modstykke F-15 Eagle. Su-27 blev taget i tjeneste i Sovjetunionens luftvåben i 1985.
Der er siden konstrueret en række varianter på grundlag af Su-27's design. Disse varianter har alle NATO-rapporteringsnavnet Flanker og adskilles ved hjælp af et bogstav. Sukhoj har for nogle af varianterne givet selvstændige navne. Flanker-familien omfatter bl.a. varianterne Su-30, en to-sædet altvejrsjager, der kan anvendes til angreb mod mål på jorden og havet, Su-33 'Flanker-D', et hangarbaseret jagerfly, hvis rolle er forsvar af tilknyttede flådeenheder, og den seneste og mest avancerede Su-35 'Flanker-E', en forbedret version optimeret til forsvar af luftrummet. Sukhoj har også anvendt Su-27-designet til udviklingen af en to-sædet (side-ved-side) jagerbomber Su-34, der som den eneste i Su-27-familien har et selvstændigt NATO-rapporteringsnavn Fullback.
Su-27 fik ved sin introduktion og op gennem 1990'erne ry for at være et særdeles manøvredygtigt fly, der på en lang række områder er ligeværdigt med vestlige fly og på flere parametre overgår tilsvarende vestlige jagerfly.
Su-27 er fortsat i tjeneste i Rusland og i en række andre lande.

## Udvikling
Sovjetunionen blev i 1969 bekendt med det amerikanske luftvåbens "F-X"-program, hvis mål var at udvikle det fly, der blev til F-15 Eagle. De sovjetiske ledere forstod, at udviklingen af det nye amerikanske fly ville opnå en væsentlig teknologisk overlegenhed i forhold til de eksisterende sovjetiske kampfly, og at det nye amerikanske fly kunne udgøre en alvorlig trussel mod Sovjetunionens militær. Sovjetunionen havde således behov for et jagerfly med tilsvarende gode flyveegenskaber og avanceret teknologi.
Til imødekommelse af dette udstedte den sovjetiske generalstab en anmodning om udvikling af et "Avanceret Frontlinje Jagerfly". Specifikationerne var meget ambitiøse og stillede krav om lang rækkevidde, evne til at lette og lande fra korte startbaner (herunder også fra simple/ujævne baner eller veje), fremragende manøvreegenskaber, mach 2 hastighed og tung bevæbning. Det aerodynamiske design blev udført af TsAGI i samarbejde med Sukhoj Designbureau.
Specifikationerne viste sig at være for udfordrende til at kunne løses ved et enkelt fly, hvorfor det blev besluttet at opdele projektet i to: LPFI (Lyogkyi PFI, Letvægts PFI) og TPFI (Tjazholyi PFI, Tung PFI). LPFI-projektet førte til udviklingen af Mikojan MiG-29, et jagerfly med relativ kort rækkevidde, hvorimod udviklingen af TPFI-programmet blev overgivet til Sukhoj OKB, der udviklede Su-27 og dets forskellige udgaver.
Sukhojs design, der løbende blev ændret i takt med, at Sovjetunionen modtog detaljer om F-15's specifikationer, førte til prototypen T-10 (Sukhojs 10. deltavingedesign), der fløj første gang den 20. maj 1977. Flyet havde en stor modificeret deltavinge, to hver for sig indkapslede motorer og dobbelt halefinne. 'Tunnelen' mellem de to motorer var, som på den amerikanske F-14 Tomcat, udnyttet til at give ekstra løfteflade og til at holde bevæbning skjult for fjendtlig radar.
Efter NATO's første observationer af T-10 blev det givet NATO rapporteringsnavnet 'Flanker-A'. Udviklingen af T-10 var forbundet med betydelige problemer, hvilket bl.a. førte til et dødeligt styrt den 7. maj 1978. Omfattende ændringer af designet fulgte, og den væsentligt ændrede version T-10S fløj første gang den 20. april 1981.
De første Su-27 (også kaldet Su-27S, NATO rapporteringsnavn 'Flanker-B') blev taget i tjeneste i Sovjetunionens luftvåben i 1985. Vanskelighed ved produktionen gjorde dog, at flyet først omkring 1990 indgik i større tal. Su-27 indgik i begge dele af Sovjetunionens luftvåben, Hærens luftvåben (Vojenno-Vozdusjnye Sily, VVS) og Luftforsvaret (Vojska PVO).

## Design
Su-27's grundlæggende design er aerodynamisk identisk med designet af MiG-29, men Su-27 er markant større. Vingen er grundlæggende en deltavinge, men modificeret således, at vingespidsen er fjernet for at give plads til armering og pyloner. Flyet har traditionelle haleplan. Flyets sideror er placeret på to halevinger.
Su-27 var det første sovjetiske fly, der fløj med fly-by-wire kontrolsystem, et system udviklet på grundlag af Sukhoj OKB's erfaringer med Sukhoj T-4 bombefly-projektet. Kombinationen af relativ lav vingebelastning og kraftfulde flyveegenskaber gør flyet særdeles manøvredygtigt og kontrollerbart selv ved lave hastigheder og ved kraftige stigninger. Ved flyopvisninger har flyet demonstreret sin manøvredygtighed ved at gennemføre "Cobra-manøvren" og af dynamisk deceleration.
Flådens udgave af Su-27, den hangarbaserede Su-27K (også kaldet Su-33), har canardvinger for yderligere opdrift, hvilket reducerer kravet til startbanens længde. Canardvingerne anvendes også på Su-27-varianterne Su-30, Su-35 og Su-37.
Su-27 er bevæbnet med en enkelt 30 mm Gryazev-Shipunov GSh-30-1-kanon i styrbords side, hvor vingen er hæftet til skroget, og har op til 10 pyloner til montering af missiler og andre våben. Standard-missilbevæbningen til luftkamp er en kombination af missilerne Vympel R-73 (AA-11 Archer) og Vympel R-27 (AA-10 'Alamo'), sidstnævnte med forlænget rækkevidde og infrarødt styresystem.

### Radar og sensorer
Su-27 er udstyret med en Phazotron N001 Myech radar, der kan låse og scanne på én gang samt evner at 'se' under radarhorisonten. Flyet har også et OLS-27-system i næsen umiddelbart foran piloten, som er i stand til at søge og låse ved hjælp af infrarød teknologi med en rækkevidde på 80-100 km.

### Flyveegenskaber
Designet af Su-27 har givet flyet fremragende flyveegenskaber, og militæranalytikere anser flyet for mindst at være på højde med flyets vestlige modstykke, F-15 Eagle, ligesom det også har en række fordele sammenlignet med McDonnell Douglas' F/A-18 Super Hornet (i dag Boeing)
Su-27 blev udviklet i 1980'erne som et jagerfly, og flyets relativt begrænsede evne til at forsvare sig selv, tillige med, at det kun i begrænset omfang kan agere som multirollefly, giver dog i dag en række svagheder i forhold til moderne kampfly. Det anses som en nødvendighed at foretage en række forbedringer og opgraderinger, hvis flyet skal bringes op til den standard, der i dag er gældende blandt moderne vestlige fly.
På grundlag af Su-27-designet fremstilles i dag Su-30 (med flere varianter) og den nyere Su-35. Det var forventet, at Rusland ville trække Su-27 ud af aktiv tjeneste omkring 2020 til fordel for de nyere Su-30 og Su-35 samt den nyudviklede Sukhoj Su-57, men flyet er pr. august 2023 fortsat i russisk tjeneste.

## Operativ historie

### Sovjetunionen og Rusland
Sovjetunionens luftvåben, VVS, modtog de første Su-27'ere i juni 1985. Flyet blev officielt taget i brug i august 1990.
En fuldt bevæbnet Su-27 fløj den 13. september 1987 meget tæt på et norsk Lockheed P-3 Orion på patrulje over Barentshavet. Det sovjetiske fly foretog en række manøvrer meget tæt på det norske fly, og ved den tredje passage af det norske fly ramte flyene hinanden. Su-27'eren opgav herefter sit forehavende. Begge fly returnerede til deres base.
Under krigen i Abkhasien i 1992-1993 anvendte Ruslands luftvåben Su-27 mod Georgiens styrker. En Su-27 blev skudt ned af et S-75M Dvina-missil den 19. marts 1993, da den var i færd med at angribe et georgisk Su-25-ildstøttefly. Piloten omkom.
Under Krigen i Sydossetien i 2008 anvendte Rusland Su-27 til at opnå kontrol over luftrummet over Tskhinvali, hovedstaden i Sydossetien.
Den 7. februar 2013 trængte to Su-27'ere kortvarigt ind i japansk luftrum over øen Rishiri nær Hokkaido, mens de fløj sydover i det Japanske Hav, før de vendte om og fløj mod nord. Fire japanske Mitsubishi F-2-jagere blev sendt på vingerne og opnåede visuel kontakt med de russiske fly i japansk luftrum, og advarede dem over radio med besked om at forlade japansk luftrum. Et foto taget af en af de japanske piloter af en af de to russiske Su-27'ere blev offentliggjort af det japanske forsvarsministerium. Rusland afviste at have krænket luftrummet og oplyste, at flyene var på rutineflyvning nær de omstridte Kuriliske øer. Ved en anden lejlighed i 2014 i Japan var en Su-27 tæt på at kollidere med en amerikansk RC-135.
Rusland forventes at udskifte sine Su-27'ere med nyere udgaver af Su-27-familien og den nyudviklede Sukhoj Su-57 stealth femtegenerations-multirollefly. Flyet er dog anvendt af Rusland i den russiske intervention i Syrien og under den russisk-ukrainske krig.

### Ukraine
Ukrainske Su-27'ere har været aktive i forbindelse med de militære spændinger mellem Rusland og Ukraine efter krisen, der fulgte Euromajdan-urolighederne i 2014. En ukrainsk Su-27 blev den 3. marts 2014 sendt på vingerne for at opsøge russiske jagerfly, der krænkede ukrainsk luftrum to gange over Sortehavet.
Ukraine har endvidere benyttet flyet som luftstøtte i forbindelse med kamphandlinger i det østlige Ukraine med separatister, der støtter etableringen af de to selvudråbte folkerepublikker i Donetsk og Lugansk.
Ukraine benyttede bl.a. Su-27 i forbindelse med kampe omkring lufthavnen i Kramatorsk den 15. april 2014, hvor de russisk-støttede oprørere en overgang hævdede, at de havde nedskudt en Su-27'er. Nedskydningen er dog ikke bekræftet noget sted, og efter nedskydningen af den civile Malaysia Airlines Flight 17 den 17. juli 2014 har oprørerne i regionen afstået fra at fremhæve nedskydningen af ukrainske fly.
Russiske medier har hævdet, at en ukrainsk Su-27 var ansvarlig for nedskydningen af MH-17, men de foreløbige beviser herfor har været et tydeligvis manipuleret foto, der postuleres at vise et Su-27-fly, der affyrer et missil mod et fly, der postuleres at være MH-17.
Efter nedskydningen af MH-17 hævdede Ukraine den 23. juli 2014, at to Su-27'ere var blevet skudt ned af jordbaserede missiler angiveligt affyret fra russisk territorium, og flere medier hævdede, at lokale oprørere havde bekræftet nedskydningen. Rigtigheden af oplysningerne om tabet af to Su-27'ere er dog ikke bekræftet.
Ukraine har endvidere anvendt sine Su-27'ere under krigen i Donbas og krigen mod Rusland. 

### Etiopien
Etiopiske Su-27'ere er rapporteret at have nedskudt to MiG-29'ere fra Eritrea og beskadiget en tredje i februar 1999. Der er endvidere rapporteret om en træfning i maj 2000, hvor yderligere to MiG-29 er blevet skudt ned.
Etiopierne oplyser, at Su-27'ere benyttes som luftstøtte i forbindelse med missioner over Eritrea.
Under krigen i Somalia har det etiopiske luftvåben anvendt deres Su-27'ere til at bombe islamistiske mål og til at kontrollere luftrummet. Etiopien har tidligere anvendt de aldrende MiG-21 og MiG-23 som landets primære jagerfly, men hovedparten af disse er i dag udfaset eller udskiftet med Su-27'ere.

### Angola
Su-27 blev taget i brug i Angola i 2000 under Borgerkrigen i Angola. Der er rapporteret om tab af en Su-27 under landing. Flyet blev angiveligt skudt ned af et bærbart SA-14-missil (MANPAD) affyret af styrker fra UNITA den 19. november 2000.

### Indonesien
Fire indonesiske fly i Su-27-familien, inklusive Su-27'ere, deltog for første gang under den årlige Pitch Black-øvelse i Australien den 27. juli 2012. Ved ankomsten af de to indonesiske Su-27'ere og to Su-30'ere til Darwin i Australien fik de eskorte af to australske F/A-18 Hornets.

## Varianter

### Sovjet-æraen
- T10 ("Flanker-A"): Den første prototype.
- T10S: Forbedret prototype, meget lig den senere første version, der blev sat i serieproduktion.
- P-42: En specialversion bygget for at sætte rekord i hurtigste stigning. Flyet var uden bevæbning, radar og maling og opnåede en vægt på 14.100 kg. Flyets motorer var også forbedret.
- Su-27 En kort produktionsserie med AL-31-motor.
- Su-27S (Su-27 / "Flanker-B"): Første serieproduktion af en-sædet jager med forbedret AL-31F-motor. Også kaldet "T10P".
- Su-27P (Su-27 / "Flanker-B"): Standardversion uden våben-kontrolsystemer af luft-til-jord-typen. Leveret til Sovjetunionens luftforsvar (PVO). Ofte blot benævnt Su-27 uden P'et.[35]
- Su-27UB ("Flanker-C"): Den første version af en to-sædet træningsudgave.
- Su-27SK: Eksportversion af Su-27S.
- Su-27UBK: Eksportversion af Su-27UB.

- Su-27K (Su-33 / "Flanker-D"): Hangarskibsbaseret enkeltsæde version med foldevinger og halekrog bygget i begrænset antal. Bygget efter udviklingen af "T10K"-prototypen.
- Su-27M (Su-35/Su-37, Flanker-E/F): Forbedrede udgaver af det enkeltsædede multirollefly Su-27S. Omfatter også en to-sædet "Su-35UB"-udgave.
- Su-27PU (Su-30): To-sædet version af Su-27P-jageren, bygget til støtte for Su-27P, MiG-31 i PVO-tjeneste. Senere prototyper er af Rusland benævnt Su-30 og modificeret til et multirollefly, hvis formål på flere punkter afviger fra det oprindelige formål med flyet. Su-30 er primært anvendt til eksportmarkederne.
- Su-32 (Su-27IB): To-sædet version til anvendelse ved angreb med lang rækkevidde. De to sæder er placeret ved siden af hinanden, og flyets næse er modificeret. Flyet er prototypen for Su-32FN og Su-34 'Fullback'.

### Post-Sovjet æraen
- Su-27PD: Enkeltsædet version bygget i få eksemplarer forbedret med bl.a mulighed for lufttankning.
- Su-30M / Su-30MK: En ny generation multirollefly med to sæder. Enkelte Su-30M'ere blev bygget for at blive vurderet af Ruslands luftvåben i midten af 1990'erne uden at dette førte til ordrer. Su-30MK er en eksportvariant, der blev bygget i flere versioner med forskellige specifikationer. Versionerne er Su-30MKA for Algeriet, Su-30MKI for Indien, Su-30MKK for Folkerepublikken Kina og Su-30MKM for Malaysia.
- Shenyang J-11: En kinesisk version of Su-27SK.
- Su-27SM (Flanker-B Mod. 1): En opgraderet udgave af den russiske Su-27S med teknologi baseret på prototyperne Su-27M.
- Su-27SKM: Enkelt-sædet multirollefly til eksportmarkederne. Den er afledt af Su-27SK, men er opgraderet med et avanceret cockpit, mere sofistikeret system til beskyttelse mod angreb på flyet, de såkaldte electronic countermeasures (ECM), og et anlæg til lufttankning.[36]
- Su-27UBM: En opgraderet Su-27UB med to sæder.
- Su-27SM2: En opgradering af russiske Su-27 til 4,5 generation med teknologi fra Su-35BM; herunder Irbis-E radar og opgraderede motorer og forbedrede flyveegenskaber.
- Su-27SM3: Det samme fly som Su-27SM, men bygget som nyt og ikke som en opgradering.[37]
- Su-27KUB: Grundlæggende en hangarskibsbaseret to-sædet version af Su-27K med sæderne side-ved-side til brug for træning og til aktiv brug som multirollefly.
- Su-35BM/Su-35S: Også kaldet "Last Flanker" er den seneste udvikling af Su-27/Flanker-familien. Er udstyret med nyere flykontrolsystemer og ny radar.
- Su-27UB1M – Ukrainsk moderniseret version af Su-27UB.
- Su-27UP1M – Ukrainsk moderniseret version af Su-27UP.
- Su-27S1M – Ukrainsk moderniseret version af Su-27S.
- Su-27P1M – Ukrainsk moderniseret version af Su-27P.

## Brugere
Angola
Angolas luftvåben havde i januar 2013 syv ældre Su-27'ere i tjeneste. Angola har købt i alt otte Su-27, heraf tre brugte fra Hviderusland i 1998. Et af flyene blev rapporteret skudt ned den 19. november 2000 af et bærbart missil, Man-portable Air-defense system (MANPAD) af typen SA-14 under Borgerkrigen i Angola. Angola er i færd med at opbygge sit luftvåben med hjælp fra bl.a. Hviderusland, og har også indkøbt brugte Flankere af Su-30 typen.
 Kina
Pr. 1. januar 2013 havde Kinas luftvåben 33 Su-27SK'ere og 26 Su-27UBK'ere i tjeneste. Flyene var fremstillet på Ruslands flyfabrikker KnAAPO og IAPO. Flyene blev leveret i perioden fra februar 1991 til september 2009. Den første kontrakt omfattede levering af 18 Su-27SK og 6 Su-27UBK og var den første eksportaftale for Su-27. Ved den første kontrakt bestod betalingen for 70 % vedkommende af en barter-aftale, hvor kineserne betalte gennem levering af diverse industriprodukter og fødevarer. Ved senere leverancer er der sket betaling i US dollar. Flyene leveret til Kina har alle forstærket skrog og landingsstel som et resultat af kinesiske krav. Maksimal vægt ved start (Maximum Take-Off Weight, MTOW) er forøget til 33.000 kg. Som sædvanligt ved eksportordrer har Rusland nedgraderet flyets aktive jamming-enhed, ligesom flyene har et nedgraderet våbensystem, hvilket gør dem ude af stand til at affyre R-77 "Adder" missiler. Der blev dog foretaget en opgradering af flyenes radar og navigationssystem.
Ved Farnborough Airshow i 2009 bekræftede russiske embedsmænd, at Rusland havde indgået en aftale med Kina om produktion af Su-27 på licens. Det kinesisk producerede licensbyggede fly har navnet Shenyang J-11. Ud over at have bygget en række fly på licens under licensaftalen har kineserne uden licens bygget et fly, Shenyang J-15, der anses som en kopi af den hangarbaserede Su-33.
 Eritrea
Eritreas luftvåben havde i januar 2013 ni Su-27'ere i tjeneste. Eritrea modtog 8 Su-27SK/27UB i 2003.
 Etiopien
Etiopiens luftvåben havde i januar 2013 12 Su-27'ere, herunder 8 Su-27SK'ere i tjeneste.
 Indonesien
Indonesiens luftvåben (Tentara Nasional Indonesia: Angkatan Udara) havde i januar 2013 fem Su-27SK/SKM i tjeneste.
 Kasakhstan
Kasakhstans luftvåben havde i december 2010 30 Su-27'ere og yderligere 12 i ordre.
 Rusland
Ruslands luftvåben havde i januar 2014 hele 359 Su-27 fly i tjeneste. Flyene fordeler sig på 225 Su-27'ere, 70 Su-27SM'ere,12 Su-27SM3'ere og 52 Su-27UB'ere. Et moderniseringsprogram blev sat i værk i 2004. I 2012 var halvdelen af flyene blevet moderniseret. Ruslands luftvåben modtager i dag fly opgraderet til SM3-standard.
Ruslands flåde havde i januar 2014 53 Su-27'ere i tjeneste.
 Ukraine
Ukraines luftvåben – 70 Su-27'ere. Pr. august 2023 er kun et fåtal operationsdygtige.
 Uzbekistan
Uzbekistans luftvåben havde i januar 2013 34 Su-27'ere i tjeneste.
 Vietnam
Vietnam People's Air Force havde i januar 2013 ni Su-27SK'ere og tre Su-27UBK'ere i tjeneste. 
 USA
Der blev i 1995 leveret to Su-27'ere til USA. To yderligere blev fra Ukraine leveret til et privat firma i 2009 til brug for flyopvisninger. Flyene er baseret på en amerikansk militær flybase i Delaware.

### Tidligere brugere
Hviderusland
Hvideruslands luftvåben modtog mellem 23-28 Su-27'ere ved opløsningen af Sovjetunionen. I december 2010 var 22 i tjeneste. Hviderusland havde 17 Su-27P og 4 Su-27UBM1, da landet i december 2012 trak flyene ud af tjeneste.
 USSR
Flyene tilhørende Sovjetunionens luftvåben og Sovjetunionens luftforsvar blev overtaget af de nationer, der opstod ved Sovjetunionens opløsning, bortset fra Estland, Letland og Litauen. Ved Sovjetunionens opløsning bestod langt den største del af flystyrkerne af aldrende flytyper, og kun cirka 10 % af flystyrken bestod af de dengang moderne Su-27 og MiG-31

### Privatejede eksemplarer
Ifølge den amerikanske luftfartsmyndighed FAA er der to privatejede Su-27'ere i USA. To Su-27'ere fra Ukraines luftvåben blev uden bevæbning solgt til Pride Aircraft i Rockford, Illinois i USA. Pride Aircraft modificerede flyene, hvilket indebar udskiftning af dele af flyvesystemerne og udskiftning af instrumenter fra russisk til engelsk. Flyene er senere solgt til private ejere for til en pris af omkring 5 millioner US$ stykket.
Den 30. august 2010 skrev Financial Times, at et vestligt firma, ECA Program, havde afgivet en ordre på 1,5 milliard US$ hos det hviderussiske statsagentur for køb og salg af militærudstyr, BelTechExport, vedrørende køb af 15 ubevæbnede Su-27'ere med en option på yderligere 18 fly. Formålet skulle være at etablere en kampflyveskole på den tidligere NATO-base ved Keflavik i Island til levering i 2012. I september 2010 blev der dog af det russiske medie RIA Novosti rejst tvivl om aftalens eksistens, og der er pr. november 2014 ikke sket nogen udvikling i projektet. Der er derimod overvejelser i Hviderusland om at genindsætte de tilbageværende Su-27'ere i aktiv tjeneste.

## Væsentlige ulykker
- 9. september 1990: En sovjetisk Su-27 styrtede ned ved en flyopvisning i Salgareda under udførelsen af et loop i for lav højde. Den litauske pilot og en tilskuer omkom.[64][65]
- 12 december 1995: To Su-27'ere og en Su-27UB fra Russian Knights styrtede ned under flyvning nær Cam Ranh i Vietnam, hvorved fire piloter omkom. Seks Su-27'ere og en Ilyusjin Il-76 var på vej hjem fra et airshow i Malaysia. Flyene mellemlandede i Cam Ranh for at tanke og fløj i formation omkring Il-76'eren. Under landingen gik Il-76'eren for lavt, og flyene i højre del af formationen styrtede. De tre fly til venstre i formationen landede sikkert. Årsagen til styrtet anses at være pilotfejl i det bjergrige terræn og dårligt vejr.[66]
- December 1998: En Su-27 fra Etiopiens luftvåben styrtede under en natlig øvelse. Piloten omkom.[67]
- 6. januar 1999: En etiopisk Su-27, fløjet af en russisk pilot, styrtede ned under testflyvning. Piloten benyttede katapultsædet og kom sikkert ud.[67]

- 27. juli 2002: En ukrainsk Su-27 styrtede under flyveopvisning ved Sknyliv airshow, hvorved 85 tilskuere omkom. Begge piloter skød sig ud af flyet og fik kun mindre skader.[68]
- 15. september 2005: En russisk Su-27P styrtede ned i Litauen, efter at den forlod sin luftkorridor på en flyvning fra St. Petersborg til Kaliningrad. Årsagen var en mekanisk fejl. Flyet var bevæbnet med fire luft-til-luft missiler. Piloten skød sig ud af flyet og blev taget i litausk forvaring. Hændelsen førte til drøftelser mellem Litauen, Rusland og NATO.[69][70]
- 29. juli 2008: En russisk Su-27UB styrtede ned under en træningsflyvning i Primorje-området i Rusland. Den ene af de to piloter omkom.[71]
- 16. august 2009: Under træning til MAKS Airshow kolliderede to Su-27'ere fra Russian Knights i luften over Zhukovsky flyveplads sydøst for Moskva. Ved ulykken omkom lederen af Russian Knights, Igor Tkachenko. Et af flyene styrtede ned i et hus, der brød i brand..[72] En undersøgelse konkluderede, at ulykken skyldtes pilotfejl.[72][73]

- 30. august 2009: En Su-27UBM fra Hviderusland styrtede ned i 2009 ved Radom Air Show i Polen. The Su-27 styrtede ned ved udgangen af et loop, formentlig efter at have ramt en eller flere fugle. Begge piloter omkom, da de valgte at styre flyet væk fra tilskuerne.[74][75]
- 6. april 2011: En Su-27SM fra det russiske luftvåben styrtede ned under en øvelse nær Vladivostok. Piloten skød sig ud og landede uskadt.[76]
- 28. juni 2012: En russisk Su-27UB styrtede ned i Østkarelen i Rusland. Begge piloter skød sig ud og landede uskadt.[77]
- 31. marts 2013: En Su-27UBK fra det kinesiske flyvevåben styrtede ned under en øvelse i Shangdong i Kina. Begge piloter omkom.[78]

## Udstillede fly
Su-27 er fortsat i aktiv tjeneste i flere lande. Der findes enkelte udstillede eksemplarer på følgende flymuseer:
- En Su-27 "Red 27" på militærmuseet i Moskva.[79][80]
- En Su-27 fra Ukraines luftvåben på det estiske flymuseum i Haaslava i Tartu.

## Tilsvarende flytyper
- Shenyang J-11.
- Dassault Rafale.
- Eurofighter Typhoon.
- F-15 Eagle.
- F/A-18 Hornet.
- Boeing F/A-18E/F Super Hornet.

## Galleri
- Sovjetisk Su-27 bevæbnet med AA-10 Alamo-missiler.
- En russisk Su-27SM3 under fejringen af 100-års-jubilæet for det russiske luftvåben.
- En russisk Su-27 eskorteres af en amerikansk F-16 til den canadiske grænse efter af have optrådt ved et flyopvisningsshow (1990).
- Canopy på Su-27UB med infrarødt søgesystem foran cockpittet.
- Ruslands præsident Putin i cockpittet på en Su-27.